# Nampeyo
Nampeyo (Hano, Reserva Hopi, Arizona, 1859 - 1942) va ser la més gran terrissaire no sols d'ètnia hopi sinó també de tots els nadius de la cultura pueblo. El seu nom en tewa, Num-pa-yu, volia dir "serp que no mossega". No se sap gaire sobre la seva joventut, era filla de grangers i aviat guanyà fama de bona terrissaire tradicional hopi mercè que el seu marit treballà per a uns arqueòlegs. Des del 1875 aquesta terrissa fou adquirida pels blancs, i des del 1896 enviada a la Smithsonian Institution. També participà amb la seva obra a l'exposició de Chicago del 1910, cosa que li donà fama internacional. Continuà fent pots per als turistes que visitaven la reserva fins a la seva mort, malgrat quedar-se cega el 1924.